# Mariamné
Mariamné (podle jiného řeckého přepisu Mariammé, hebrejsky מִרְיָם, Mirjam) (kolem 54 př. n. l. – 29 př. n. l.) byla druhá manželka krále Heroda Velikého. Rodem patřila do tradičního vládnoucího rodu Hasmoneovců. Její otec byl Alexandr a jeho sestřenice Alexandra byla její matka. Herodes měl s Mariamné pět dětí, tři syny a dvě dcery a nechal po ní pojmenovat i jednu z věží nově zbudovaného jeruzalémského opevnění. Přesto ji nechal nakonec popravit.

## Biografie

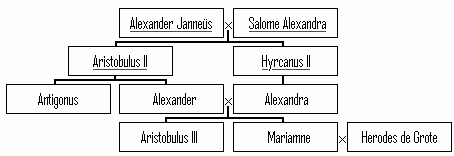
Hasmoneovský rod od jejího praděda Alexandra Jannaie

Sňatek s princeznou Mariamné se Herodovi hodil, neboť mu pomohla zlegalizovat jeho nárok na židovský trůn. Herodes se do Mariamné zamiloval, avšak hrdá Mariamné a její matka Alexandra Herodem i jeho sestrou Salomé opovrhovaly pro jejich nízký původ. Herodova matka i jeho sestra Salomé nesnášely Mariamné a Alexandru pro jejich povýšenost, a proto na Mariamné donášely.
Nezůstalo jen u pomluv a intrik, brzy došlo i na vraždy. Zavražděn byl například i děd Mariamné, Hyrkanos.Za záhadných okolností utonul v palácovém bazénu i mladší bratr Mariamné, Jonatan. Jonatan zemřel ve chvíli, kdy byl jmenován při slavnostní hostině veleknězem.
Herodes byl povolán do Říma k zodpovědnosti Augustem za podporu vojevůdce Marka Antonia a jeho milenky Kleopatry během občanské války. Herodes při pozdější cestě za Antoniem vydal ze žárlivosti tajný příkaz, aby po jeho případné smrti byla zabita i Mariamné. Ta se však o tomto příkazu dozvěděla. Po jeho návratu byla Mariamné obviněna Herodovou sestrou Salomé z cizoložství a Herodes ji nechal zabít.
Od té doby se Herodův psychický stav značně zhoršil a systematicky vybíjel rod Hasmoneovců. Dokonce nechal po intrikách svého prvorozeného syna Antipatra pro údajnou vzpouru zabít i své dva syny Aristobúla a Alexandra, poslední prince z Hasmoneovského rodu. Byli pohřbeni v pevnosti Alexandreion (Sartaba), kde je možná i hrob Mariamné. Ještě těsně před smrtí nechal Herodes popravovat své odpůrce, včetně syna Antipatra, jehož všechny intriky byly prozrazeny.